# Eumimesis heilipoides
Eumimesis heilipoides là một loài bọ cánh cứng trong họ Cerambycidae.